# جغبوب
جغبوب (به عربی: الجغبوب) یک منطقهٔ مسکونی در لیبی است که در استان بطنان واقع شده‌است. جغبوب ۲٬۹۶۰ نفر جمعیت دارد و −۱۰ متر بالاتر از سطح دریا واقع شده‌است.